# Pteroeides malayense
Pteroeides malayense är en korallart som beskrevs av Sydney John Hickson 1916. Pteroeides malayense ingår i släktet Pteroeides och familjen Pennatulidae. Inga underarter finns listade i Catalogue of Life.